# Landestheater Coburg

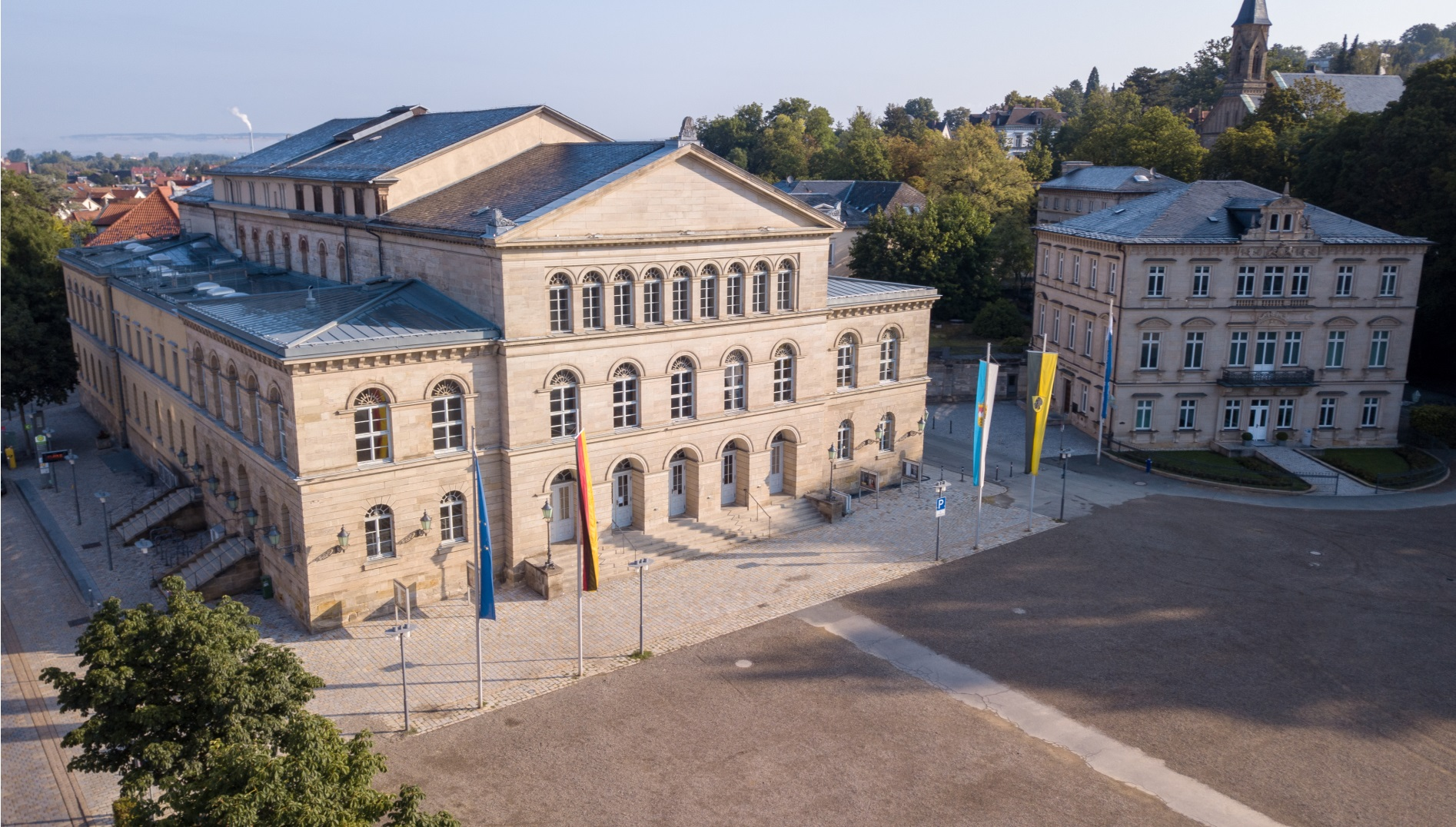
Landestheater Coburg mit benachbartem Edinburgh-Palais

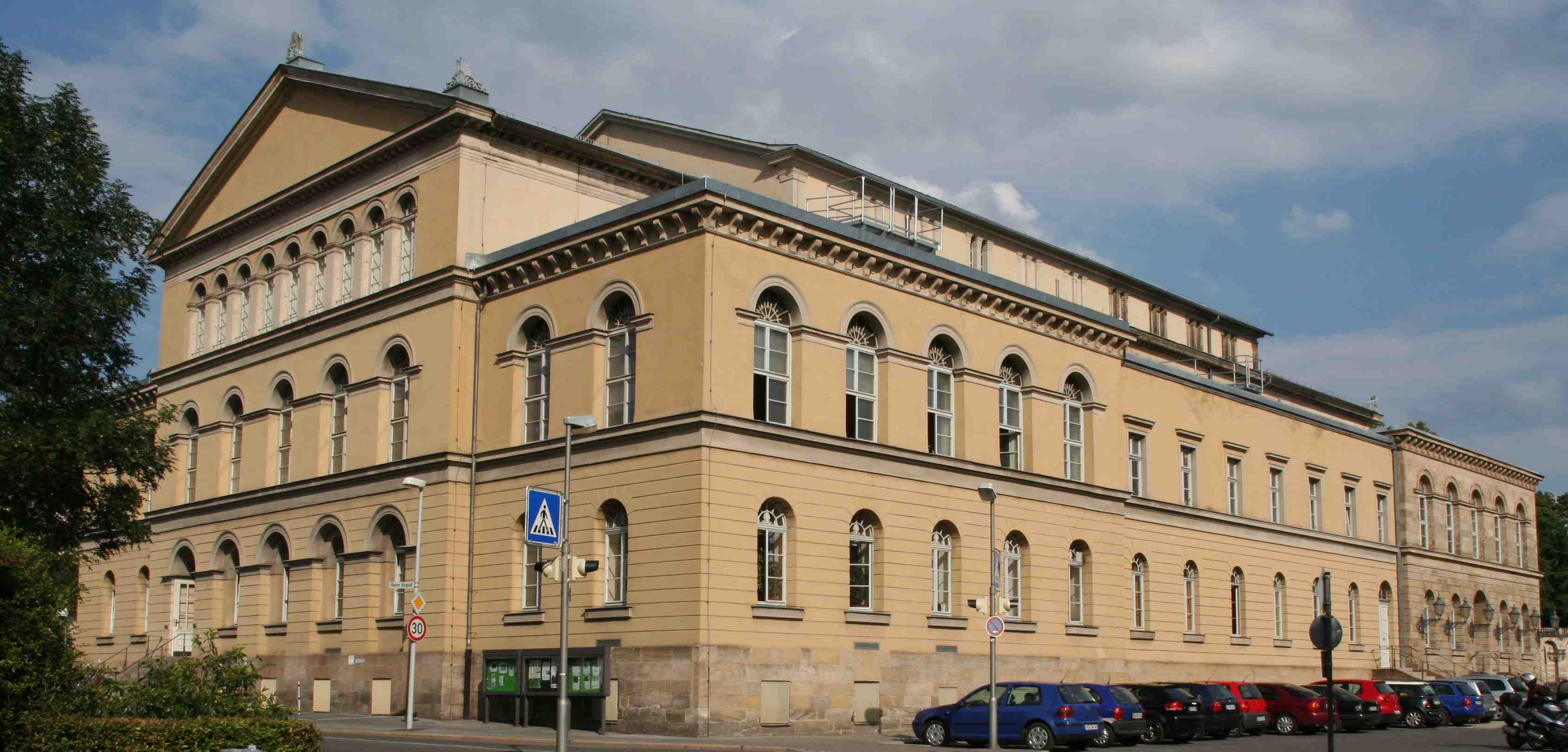
Landestheater Rückseite

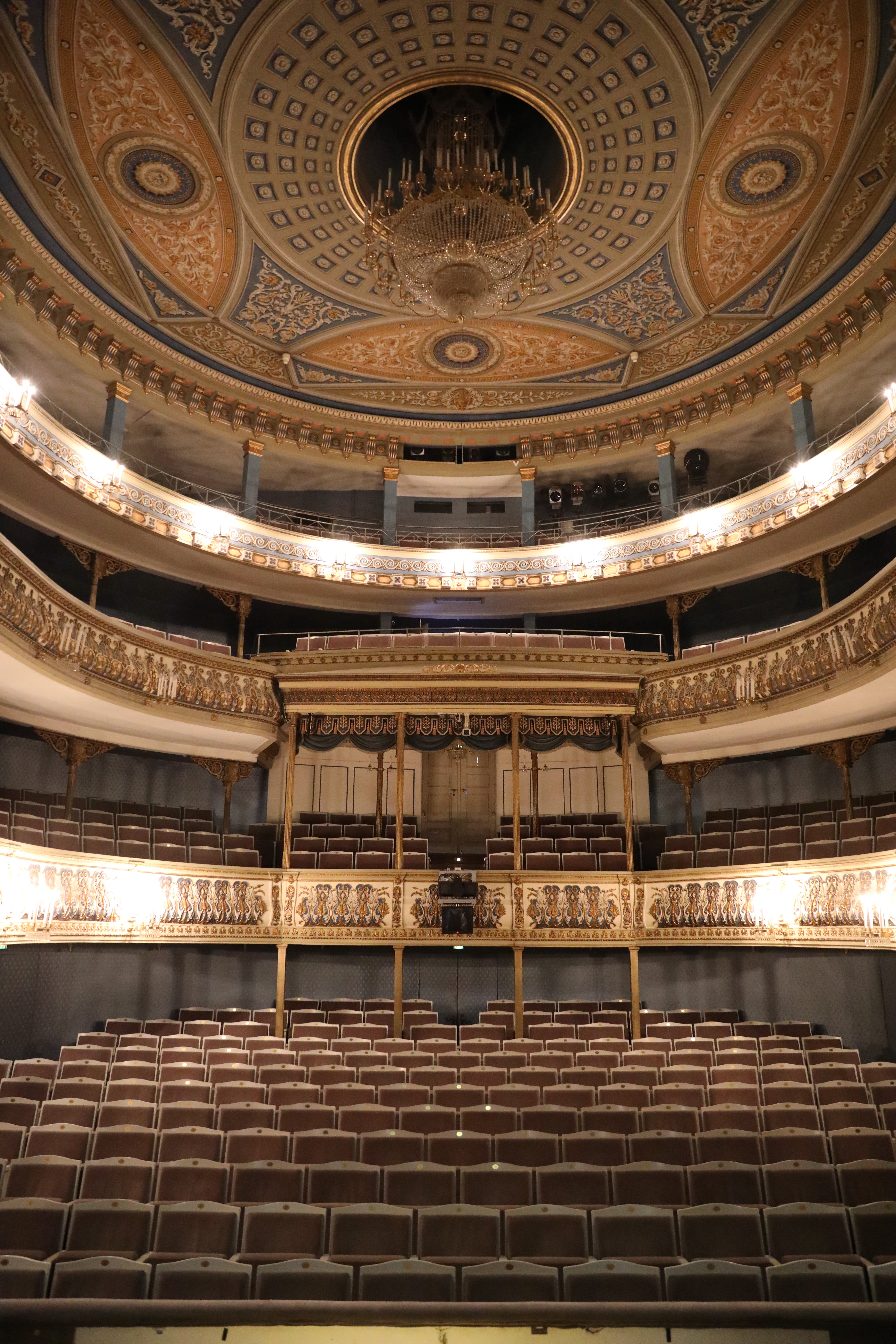
Zuschauerraum

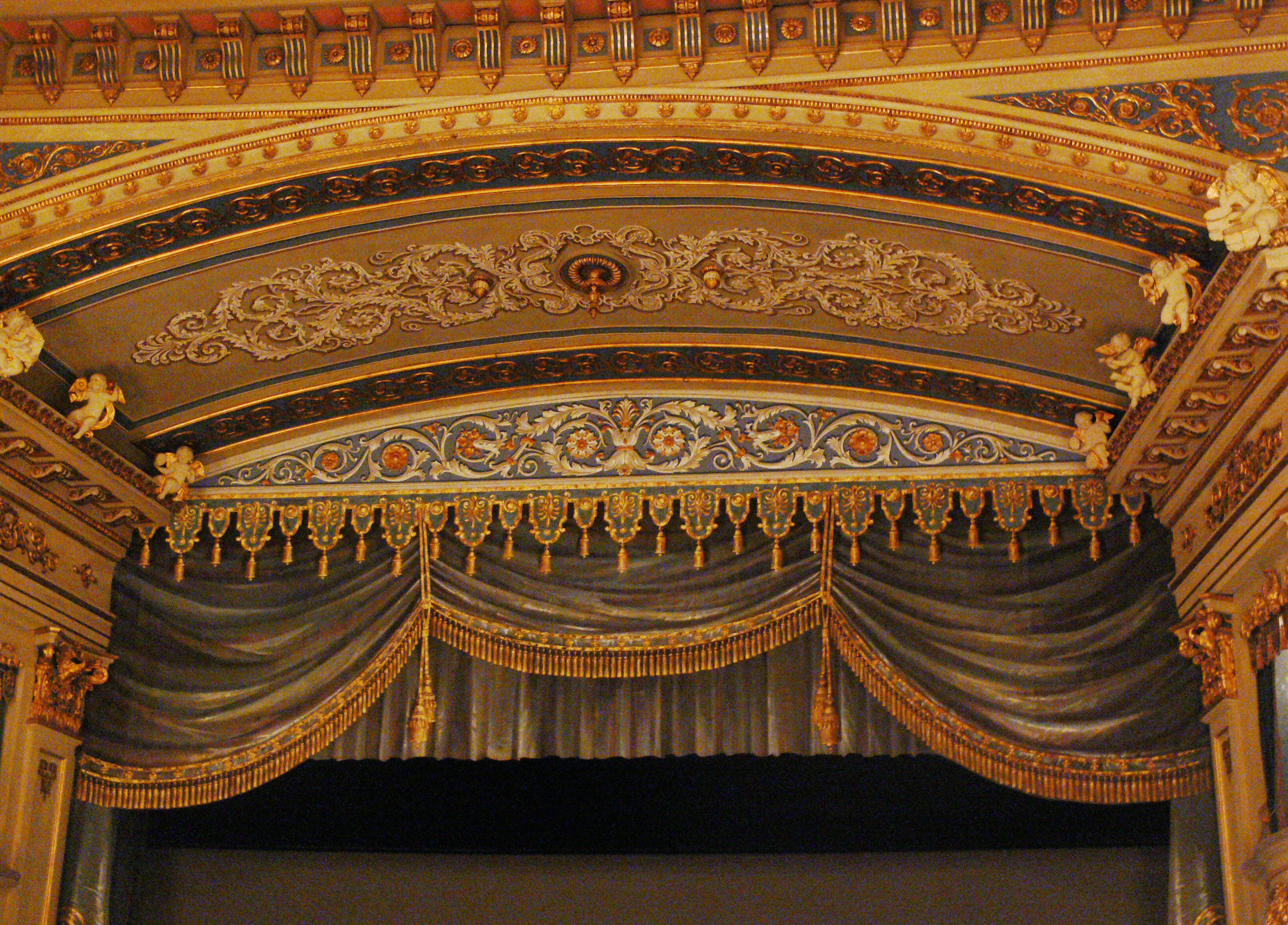
Proszenium

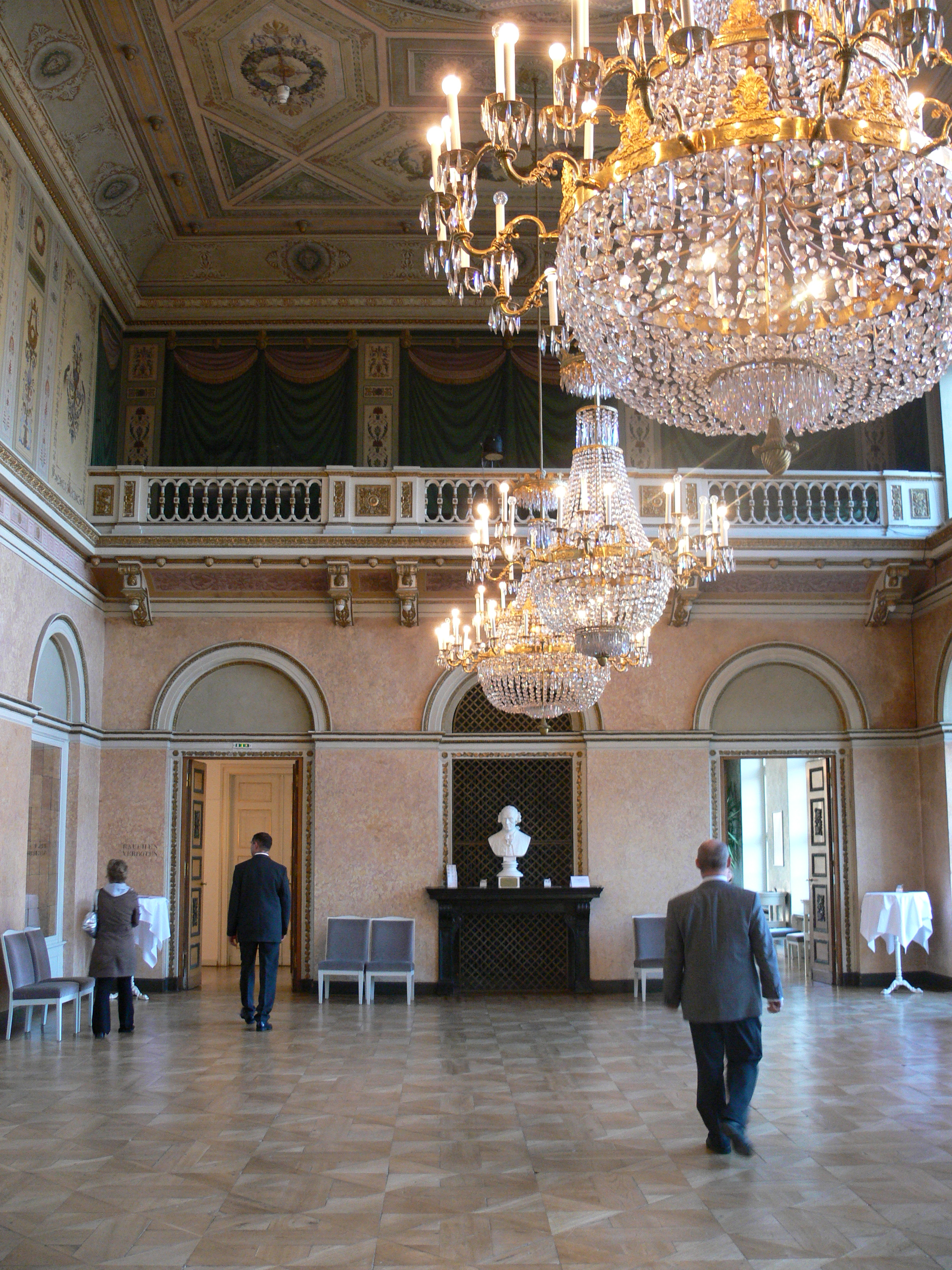
Spiegelsaal (Foyer)

Das Landestheater Coburg ist ein mittelgroßes Dreispartentheater (Oper/Operette, Schauspiel, Ballett), das von der Stadt Coburg und dem Freistaat Bayern gemeinsam getragen wird. Das am Coburger Schlossplatz gelegene klassizistische Gebäude weist 480 Zuschauerplätze auf. Am 13. Mai 2023 schloss das Große Haus für mehrere Jahre für eine Generalsanierung. Die Wiedereröffnung wird nicht vor 2035 erfolgen. Die Interimsspielstätte ist seit Oktober 2023 das Globe Coburg am Güterbahnhof Coburg.

## Geschichte
Als ehemalige Residenzstadt der Herzöge von Sachsen-Coburg hat Coburg eine alte Theatertradition. So gab es schon 1630 unter Herzog Johann Casimir im Gymnasium Casimirianum die Uraufführung eines Musikstückes seines Hofkapellmeisters Melchior Franck. In der Barockzeit erfolgte im Jahr 1684 unter Herzog Albrecht die Eröffnung des ersten Coburger Hoftheaters. Dieses hatte seine Spielstätte für 100 Zuschauer im oberen Saal des Zeughauses in der Herrengasse. Mitwirkende waren vor allem Hofbedienstete und Mitglieder der Hofgesellschaft. Nach dem Tod Albrechts gab es aufgrund von Geldmangel für längere Zeit praktisch keine Theatervorführungen in Coburg. Erst Herzog Ernst Friedrich baute 1764 das Ballhaus, an den heutigen Schlossarkaden gelegen, in ein Schauspielhaus um. Sein Sohn Franz Friedrich kümmerte sich um den Spielbetrieb und engagierte verschiedene Theatergruppen auf ihren Tourneen durch Deutschland. Zur Aufführung kamen unter anderem Mozartopern, Stücke von Schiller oder Iffland.
Nachdem sich die finanzielle Situation des Herzogtums gebessert hatte und der Bedeutungsanspruch durch die Vergrößerung zu Sachsen-Coburg und Gotha gewachsen war, gründete Herzog Ernst I. im Juni 1827 ein eigenes ständiges Hoftheater, das herzoglich sächsische Hoftheater zu Coburg.
Der Spielbetrieb erfolgte abwechselnd in Coburg oder Gotha, in Coburg von September bis Anfang Januar sowie im Mai und Juni, je nach Aufenthalt des Herzogs und des Hofes. Zusammen mit der Umgestaltung des gesamten Schlossplatzes plante Ernst I. außerdem den Bau eines neuen Theatergebäudes, welches an der Stelle der Stahlhütte, in der das Waisenhaus untergebracht war, errichtet wurde. Die Finanzierung des Neubaus und die Enteignung des Waisenhausfonds führten zum Theaterstreit zwischen dem Herzog und dem Coburger Landtag und dessen Auflösung 1839.
Am 17. September 1840, dem Geburtstag von Herzogin Marie, wurde das neue Theatergebäude nach drei Jahren Bauzeit mit der Oper Der Feensee von Daniel Auber feierlich eröffnet. Unter Herzog Ernst II. wurden am Theater insbesondere die Wagneropern gepflegt. Der Coburger Hoftheatermaler Max Brückner war von Richard Wagner als Bühnenbildner für seine Festspiele in Bayreuth engagiert worden. Ernst II. trat in seinem Theater auch selbst auf und organisierte den Spielbetrieb. Von 1881 bis 1883 musste der Theaterbetrieb wegen unzureichender Finanzierung zeitweise geschlossen werden.
Nach dem Rücktritt von Herzog Carl Eduard im Jahr 1918 wurde das Theater auf Kosten des Freistaates Coburg als Theater in Coburg weitergeführt. Das Theatergebäude wurde schließlich 1919 aus dem Privatvermögen des Herzogs auf den Freistaat Coburg übertragen. Die Stadt Coburg verpflichtete sich, den Spielbetrieb unter der Bezeichnung Coburgisches Landestheater weiterzuführen. Aufgrund der Vereinigung des Freistaates Coburg mit Bayern im Jahr 1920 trat Bayern in dessen Verpflichtungen ein. Dies führt zu einer Mitfinanzierung (40 %) durch den Freistaat Bayern, womit das seitdem unter Landestheater Coburg geführte Haus auch als drittes bayerisches Staatstheater bezeichnet werden kann. Außerdem gab es eine Bestandsgarantie, die bis heute gültig ist.

## Gebäude
Der Entwurf des mehrteiligen klassizistischen Gebäudes mit Foyer, Spiegelsaal, Zuschauerraum mit drei Rängen und Bühnenbau stammt vom herzoglichen Bauinspektor Carl Balthasar Harres, einem Schüler Schinkels. Der Bau wurde ab 1838 vom Rudolstädter Baurat Vincenz Fischer-Birnbaum vollendet. Ein ähnliches Theatergebäude wurde mit dem Herzoglichen Hoftheater (später Landestheater Gotha) zeitgleich in Gotha errichtet. 1847 wurde das Coburger Gebäude nach dem Abbruch einer Nachbarbebauung um das fehlende Drittel in Richtung Norden ergänzt. Das Theater besteht aus einem dreigeschossigen Mittelbau mit dem hufeisenförmigen Zuschauerraum und quadratischen Bühnenhaus unter einem flach geneigten Satteldach sowie zweigeschossigen seitlichen Flügeln für die Gesellschafts- und Nebenräume. Für den Einbau weiterer Logen wurde 1857 der mittlere Teil des Daches aufgestockt. Das Haus wurde letztmals 1970 renoviert; die letzte größere Erneuerung der Haus- und Theatertechnik fand in den Jahren 1970 bis 1977 statt.

### Anstehende Generalsanierung
Wolfgang Vatke – von 1986 bis 2012 Verwaltungsdirektor des Landestheaters – wies bereits 2004 und 2008 auf den dringenden Sanierungsbedarf der Spielstätte hin. Im Oktober 2011 wurden die Kosten der Sanierungsmaßnahmen auf 26,6 Millionen Euro geschätzt. Es war der Beginn der Generalsanierung für 2013 angestrebt worden. Ein Wasserschaden am 30. Oktober 2013 erhöhte den Sanierungsdruck nochmals erheblich. Die nach Behebung des Wasserschadens erteilte Betriebserlaubnis wurde anfangs bis 31. Dezember 2018 befristet. Im Januar 2015 wurde eine grundsätzliche Einigung zwischen Stadt Coburg und dem Freistaat Bayern über die mittlerweile längst überfällige Generalsanierung erzielt. Die im Dezember 2015 geplante Generalsanierung, die auch den als Theaternebengebäude mitgenutzten nahegelegenen Kyrill-Palais umfasst, wurde auf einen Gesamtbedarf von 64 Millionen Euro geschätzt. Enthalten war ein Posten für eine Ausweichspielstätte in Höhe von bis zu fünf Millionen Euro. Am 11. Januar 2016 stimmte der Coburger Stadtrat in einer Sondersitzung der mit dem Freistaat Bayern geschlossenen Finanzierungsvereinbarung zu. Hierin war der Finanzierungsanteil des Freistaates für die Generalsanierung des Hauptgebäudes auf 75 Prozent, für den mitgeplanten Erweiterungsneubau auf 50 Prozent festgelegt. Aufgrund der Kostenentwicklung nach einer 2016 beauftragten Vorentwurfsplanung wurde die weitere Planung 2018 gestoppt und der Flächenbedarf optimiert. Im Juli 2023 folgte eine neue Finanzierungsvereinbarung zwischen der Stadt Coburg und dem Freistaat Bayern mit einem Kostenrahmen von 157 bis 360 Mio. Euro. Es wird von einem Baubeginn 2030 und einer Wiedereröffnung nicht vor 2035 ausgegangen. Mit dem Abschluss der Vorplanung soll 2026 eine Kostenschätzung vorliegen, die die Stadt und der Freistaat genehmigen müssen. Auch dem Kostenvoranschlag als Entscheidungsgrundlage für die Ausführungsplanung muss zugestimmt werden, bevor die Baufirmen etwa 2030 beauftragt werden.
Die in den Sanierungsplänen noch nicht konkretisierte Auswahl der Interimsspielstätte für die Dauer der Renovierungsarbeiten löste kontroverse Diskussionen aus. Im Februar 2016 wurde von Oberbürgermeister Norbert Tessmer angedeutet, dass die Investition in die – spätestens nach der Theaternutzung zum Abriss anstehende – Angerturnhalle in Höhe von fünf Millionen Euro in der Öffentlichkeit schwierig zu rechtfertigen sei.
Zur anstehenden Entscheidung über die Wahl der Ausweichspielstätte wurden die Varianten Ertüchtigung der Angersporthalle, Theaterzelt, temporäre Bauten wie Holztheater sowie diverse Vorschläge von Projektgruppen der Coburger Hochschule genannt. Die Dauer der Sanierungsvorhaben war auf drei bis vier Jahre veranschlagt. Die endgültige Auswahl der Ausweichspielstätte wurde im Sommer 2016 vertagt; ein Polygonbau sowie die Ertüchtigung der Angersporthalle wurden parallel an einen Generalübernehmer ausgeschrieben. Die Kosten hierfür wurden auf grob 6,3 bis 6,8 Millionen Euro neu eingeschätzt; der Stadtrat beschloss einen Obergrenze von 7,5 Millionen Euro.
Nach der Zusage eines Zuschusses für einen permanenten Ersatzbau in Höhe von zehn Millionen Euro durch den Freistaat Bayern und von jeweils einer Million Euro durch die drei größten Coburger Unternehmen Brose Fahrzeugteile, HUK Coburg und Kaeser Kompressoren entschied sich der Coburger Stadtrat Anfang 2018 für den Bau einer Ersatzspielstätte in Anlehnung an das Londoner Globe Theatre. Die Betriebserlaubnis konnte bis zur Eröffnung der Ersatzspielstätte, das Globe Coburg mit dem Start der Spielsaison 2023/24 verlängert werden.

## Theaterbetrieb
Das Große Haus hat 488 Plätze. Seit 1985 werden außerdem in der zur Studiobühne umgebauten ehemaligen herzoglichen Reithalle am Schlossplatz mit 99 Sitzplätzen Schauspiele, Kammeropern und Kammermusik aufgeführt. Insgesamt bietet das Landestheater Coburg ungefähr 240 Vorstellungen pro Spielzeit (33 Produktionen). In der Saison 2017/2018 hatte das Theater über 120.000 Besucher. Im Jahr 2008 beschäftigte das Theater 250 fest angestellte und rund 100 nebenberufliche Mitarbeiter. Der Etat lag im Jahr 2013 bei 13,6 Millionen Euro, der Zuschuss des Freistaats Bayern bei 5,25 Millionen Euro. Die Basis des Musiktheaters bilden der Chor des Landestheaters sowie das Philharmonische Orchester, das zusätzlich zum Musiktheaterbetrieb pro Spielzeit mehrere Sinfoniekonzerte, Kinder- und Jugendprogramme sowie gelegentliche Kammermusikabende anbietet.

## Aufführungen
1858 wurde die Oper Diana von Solange von Herzog Ernst II. in dem Theater uraufgeführt. Das Drama Klaus von Bismarck von Walter Flex hatte im Herbst 1913 am Hoftheater seine Uraufführung und 1978 die Oper Momo und die Zeitdiebe von Mark Lothar.

## Ensemble
Bekannte Schauspieler und Sänger, die aus dem Landestheater Coburg hervorgingen, sind Malvina Schnorr von Carolsfeld, Günter Mack, Klaus Grünberg, Jacqui Bügler, Maud Cunitz, Bettina Feddersen, Simone Mangelsdorff, Gottlob Frick und in letzter Zeit Susan Anthony, Veronica Ferres, Brigitte Hahn, Franz Hawlata, Julia Koschitz, Christoph Strehl, Sönke Schnitzer und Roland Wagenführer.

## Intendanten
- 1955–1966: Kurt Erlich[13]
- 1978–1988: Tebbe Harms Kleen
- 1988–1995: Ernö Weil
- 1995–1996: Karin Heindl-Lau
- 1996–1997: Reinhold Röttger
- 1997–2001: Norbert Kleine-Borgmann
- 2001–2007: Dieter Gackstetter
- 2008–2010: Detlef Altenbeck
- 2010–2017: Bodo Busse
- 2018–2023: Bernhard F. Loges[14][15]
- ab September 2024: Neil Barry Moss[16]

## Generalmusikdirektoren
- Albert Bing
- Alfred Ottokar Lorenz (1917–1920)
- Kurt Schröder (1921)
- Wilhelm Schönherr (1939–1945)
- Walter Stoschek (1945–1949)
- Helmut Pape
- Reinhard Petersen (1976–1980)
- Paul Theissen (1980–1988)
- Christian Fröhlich (1988–1995)
- Hiroshi Kodama (1996–2001)
- Alois Seidlmeier (2002–2010)[17]
- Roland Kluttig (2010–2020)
- Daniel Carter (ab 2021)[18]

## Ehrenmitglieder (Auswahl)
- Nina Bellosa (Ernennung 1895)